# Reinhard Briese

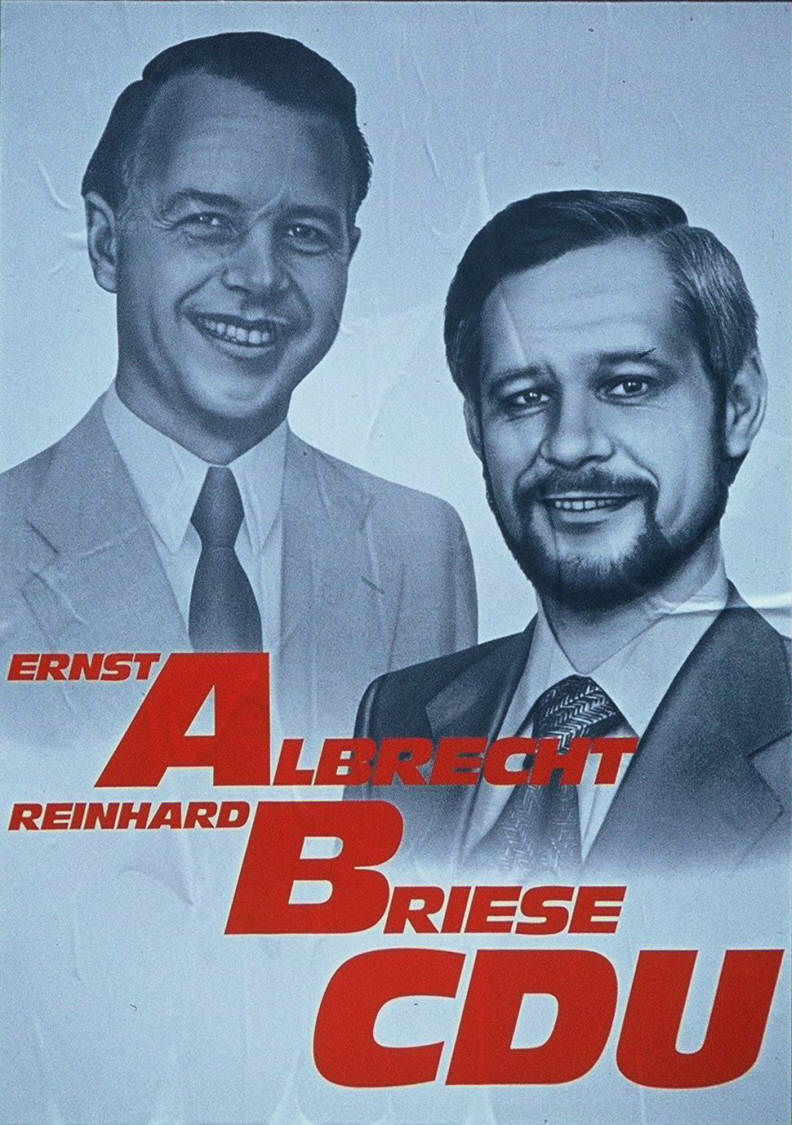
Wahlplakat 1976 (mit Ernst Albrecht)

Reinhard Briese (* 26. Juli 1942 in Berlin) ist ein deutscher Politiker (CDU).
Briese absolvierte nach seiner Mittleren Reife eine kaufmännische Lehre in der Grundstücks- und Wohnungswirtschaft. Er legte seine Kaufmannsgehilfenprüfung ab und war weiter zwischen 1963 und 1969 in einem gemeinnützigen Wohnungsunternehmen tätig. Im Jahr 1965 legte er seinen achtzehnmonatigen Grundwehrdienst an und wurde Reserveoffizier. Im Jahr 1970 begann er seine Tätigkeit bei IBM Deutschland im Software- und Servicezentrum in Hannover.
Zwischen 1968 und 1986 war er Ratsherr der Landeshauptstadt Hannover und hier ab 1978 CDU-Fraktionsvorsitzender. Zwischen 1968 und 1978 war er Mitglied und zwischen 1974 und 1979 Vorsitzender der Verbandsversammlung des Großraumverbandes Hannover. Zwischen 1973 und 1974 war er dort CDU-Fraktionsvorsitzender.
Zwischen der 9. und 12. Wahlperiode war er Mitglied des Niedersächsischen Landtages vom 4. November 1980 bis zum 20. Juni 1994.

## Quelle
- Barbara Simon: Abgeordnete in Niedersachsen 1946–1994. Biographisches Handbuch. Hrsg. vom Präsidenten des Niedersächsischen Landtages. Niedersächsischer Landtag, Hannover 1996, S. 54.

| Personendaten    | Personendaten             |
| ---------------- | ------------------------- |
| NAME             | Briese, Reinhard          |
| KURZBESCHREIBUNG | deutscher Politiker (CDU) |
| GEBURTSDATUM     | 26. Juli 1942             |
| GEBURTSORT       | Berlin                    |